# Teucholabis (Teucholabis) gowdeyi nigroterminalis
Teucholabis (Teucholabis) gowdeyi nigroterminalis is een ondersoort van de tweevleugelige Teucholabis (Teucholabis) gowdeyi uit de familie steltmuggen (Limoniidae). De ondersoort komt voor in het Neotropisch gebied.